# Sergio Corbucci
Sergio Corbucci (Roma, 6 dicembre 1926 – Roma, 1º dicembre 1990) è stato un regista e sceneggiatore italiano.
Insieme a Sergio Leone, è considerato uno dei maestri dello spaghetti western.

## Biografia
(Sergio Corbucci)
Fratello maggiore di Bruno Corbucci, Sergio si addentra nel mondo della settima arte a partire dagli anni cinquanta. Dirige la sua prima pellicola nel 1951. Sperimenta, inizialmente, la regia di lungometraggi strappalacrime e canzonettistici. Nel 1960 stringe un sodalizio artistico con Totò: fra i lavori più famosi della coppia si ricordano, in particolare, I due marescialli, Lo smemorato di Collegno e Il monaco di Monza. Corbucci, nel decennio sessanta, viene contattato dalle principali case di produzioni italiane per girare film peplum e western. Nel 1966 realizza Django, cult movie appartenente al filone prolifico degli spaghetti western. Il successo di tale pellicola lo consacra come uno degli autori prediletti del genere.
Negli anni settanta, l'artista romano dirige Paolo Villaggio, Vittorio Gassman, Adriano Celentano e Renato Pozzetto, volti noti della commedia all'italiana. Dirige inoltre Giallo napoletano, primo film poliziesco con Marcello Mastroianni. Dirige, inoltre, Bud Spencer e Terence Hill nei film Pari e dispari e Chi trova un amico trova un tesoro. Muore nel sonno, nella sua casa romana, per un arresto cardiaco, nel 1990, all'età di 63 anni. È sepolto nella tomba di famiglia al cimitero del Verano. Tra i registi internazionali più importanti che hanno omaggiato il cineasta, si ricorda, in particolare, Quentin Tarantino.

## Filmografia

### Regista
- Salvate mia figlia (1951)
- La peccatrice dell'isola (1952)
- Terra straniera (1952)
- Carovana di canzoni (1954)
- Baracca e burattini (1954)
- Acque amare (1954)
- Suonno d'ammore (1955)
- Suprema confessione (1956)
- Il ragazzo dal cuore di fango (1957)
- I ragazzi dei Parioli (1959)
- Chi si ferma è perduto (1960)
- Romolo e Remo (1961)
- Maciste contro il vampiro, co-regia con Giacomo Gentilomo - non accreditato (1961)
- I due marescialli (1961)
- Totò, Peppino e... la dolce vita (1961)
- Lo smemorato di Collegno (1962)
- Il giorno più corto (1963)
- Gli onorevoli (1963)
- Il monaco di Monza (1963)
- Il figlio di Spartacus (1963)
- Massacro al Grande Canyon (1964)
- Danza macabra, co-regia con Antonio Margheriti - non accreditato (1964)
- I figli del leopardo (1965)
- Minnesota Clay (1965)
- Navajo Joe (1966)
- Johnny Oro (1966)
- L'uomo che ride (1966)
- Django (1966)
- Bersaglio mobile (1967)
- I crudeli (1967)
- Il grande silenzio (1968)
- Il mercenario (1968)
- Gli specialisti (1969)
- Vamos a matar compañeros (1970)
- Er più - Storia d'amore e di coltello (1971)
- La banda J. & S. - Cronaca criminale del Far West (1972)
- Che c'entriamo noi con la rivoluzione? (1972)
- Il bestione (1974)
- Di che segno sei? (1975)
- Il bianco, il giallo, il nero (1975)
- Bluff - Storia di truffe e di imbroglioni (1976)
- Il signor Robinson, mostruosa storia d'amore e d'avventure (1976)
- Tre tigri contro tre tigri, co-regia con Steno (1977)
- Ecco noi per esempio... (1977)
- La mazzetta (1978)
- Pari e dispari (1978)
- Giallo napoletano (1979)
- Non ti conosco più amore (1980)
- Poliziotto superpiù (1980)
- Mi faccio la barca (1980)
- Chi trova un amico trova un tesoro (1981)
- Il conte Tacchia (1982)
- Bello mio, bellezza mia (1982)
- Sing Sing (1983)
- Questo e quello (1983)
- A tu per tu (1984)
- Sono un fenomeno paranormale (1985)
- Roba da ricchi (1987)
- Rimini Rimini (1987)
- I giorni del commissario Ambrosio (1988)
- Night Club (1989)
- Donne armate – film TV (1991) - postumo

### Sceneggiatore
- La peccatrice dell'isola (1952)
- Terra straniera (1953)
- Carovana di canzoni (1954)
- Baracca e burattini (1954)
- Acque amare (1954)
- Suprema confessione (1956)
- A sud niente di nuovo, regia di Giorgio Simonelli (1957)
- Il ragazzo dal cuore di fango, regia con Carlos Arevalo (1957)
- I ragazzi dei Parioli (1959)
- Il cavaliere del castello maledetto, regia di Mario Costa (1959)
- Gli ultimi giorni di Pompei, regia di Mario Bonnard e Sergio Leone (1959)
- Un americano en Toledo (1960)
- Romolo e Remo (1961)
- Maciste contro il vampiro, regia con Giacomo Gentilomo (1961)
- Io bacio... tu baci, regia di Piero Vivarelli (1961)
- Mani in alto, regia di Giorgio Bianchi (1961)
- I sette gladiatori, regia di Pedro Lazaga (1962)
- Horror, regia di Alberto De Martino (1963)
- Danza macabra, regia di Antonio Margheriti (1964)
- Massacro al Grande Canyon (1965)
- Minnesota Clay (1965)
- L'uomo che ride (1966)
- Django (1966)
- Per qualche dollaro in meno, regia di Mario Mattoli (1966)
- Bersaglio mobile (1967)
- Il grande silenzio (1967)
- Il mercenario (1968)
- Quella sporca storia nel West, regia di Enzo G. Castellari (1968) – solo soggetto
- Gli specialisti (1969)
- Vamos a matar compañeros (1970)
- Er più - Storia d'amore e di coltello (1971)
- La banda J. & S. - Cronaca criminale del Far West (1972)
- La morte accarezza a mezzanotte, regia di Luciano Ercoli (1972) – solo soggetto
- Che c'entriamo noi con la rivoluzione? (1973)
- Storia de fratelli e de cortelli, regia di Mario Amendola (1974)
- Alla mia cara mamma nel giorno del suo compleanno, regia di Luciano Salce (1974)
- Di che segno sei? (1975)
- Il bianco, il giallo, il nero (1975)
- Quelle strane occasioni, regia episodio di Nanni Loy (1976) – solo soggetto episodio Italian Superman
- Il signor Robinson, mostruosa storia d'amore e d'avventure (1976)
- Tre tigri contro tre tigri, regia con Steno (1977)
- Pari e dispari (1978)
- Poliziotto superpiù (1980)
- Chi trova un amico trova un tesoro (1981)
- Il conte Tacchia (1982)
- Bello mio, bellezza mia (1982)
- Sing Sing (1983)
- Sono un fenomeno paranormale (1985)
- Roba da ricchi (1987)
- Rimini Rimini (1987)
- Django 2 - Il grande ritorno, regia di Nello Rossati (1987)
- I giorni del commissario Ambrosio (1988)
- Night Club (1989)
- Donne armate – film TV (1991) - postumo